# Qualificazioni alla Coppa del Mondo di rugby 2007 - Asia
Le qualificazioni asiatiche alla Coppa del Mondo di rugby 2007 si tennero tra il 2004 e il 2006 e riguardarono 13 squadre nazionali asiatiche che dovettero esprimere una qualificata direttamente alla Coppa e destinarne una ai ripescaggi intercontinentali.
Tra le otto squadre ammesse di diritto alla Coppa del Mondo di rugby 2007 non figurava alcuna nazionale proveniente dal continente asiatico.
Le qualificazioni si svolsero su tre turni più un preliminare, che non fu in realtà un turno a eliminazione, bensì un torneo, parte delle Asian Series 2003-04, che serviva ad assegnare alle varie fasce le squadre e determinare da quale turno avrebbero iniziato a prendere parte alle qualificazioni.
Il torneo di qualificazione si appoggiò, nel primo e nel secondo turno, alle Asian Series del 2005, che vide coinvolte le squadre della seconda e terza divisione continentale, e del 2006, che vide l'entrata in scena anche di quelle della prima divisione.
Nel terzo e decisivo turno le migliori due qualificate della prima divisione e la prima della seconda divisione si affrontarono in un torneo triangolare valido anche come campionato asiatico, originariamente previsto a Colombo in Sri Lanka, ma sospeso a causa della recrudescenza della guerra civile in quel Paese e agli attentati delle Tigri Tamil e successivamente spostato a Hong Kong.
L'incontro tra Golfo Persico e Kazakistan che si tenne a Doha il 9 aprile 2004 fu anche in assoluto la prima partita di qualificazione alla Coppa del Mondo 2007.
A qualificarsi direttamente alla competizione fu il Giappone, mentre invece la Corea del Sud fu destinata ai ripescaggi intercontinentali.

## Criteri di qualificazione
Le qualificazioni riguardarono 12 squadre asiatiche che, nel 2005, divennero 13 per via dell'esordio internazionale di Guam, entrato nelle qualificazioni partendo dalla terza divisione delle Asian Series 2005.
- Turno preliminare (aprile – giugno 2004): esso coincise con la seconda fase delle Asian Series 2003-04: dodici squadre, già assegnate ai propri gironi in base ai risultati della prima fase tenutasi nel 2003, scesero in campo per determinare il ranking asiatico per le successive Asian Series 2005. Le tre assegnate alla prima divisione sarebbero entrate in gioco dal successivo secondo turno.
- Primo turno (maggio – novembre 2005): esso corrispose alla disputa della seconda e terza divisione delle Asian Series 2005: la vincitrice e la seconda classificata della seconda divisione nonché la vincitrice della terza divisione furono ammesse a disputare il secondo turno di qualificazione[1].
- Secondo turno (aprile – giugno 2006): esso corrispose alla disputa della prima e seconda divisione delle Asian Series 2006: la squadra campione asiatica e la seconda classificata, nonché la vincitrice della seconda divisione, furono qualificate al girone finale[1].
- Girone finale (novembre 2006): coincise con la disputa del campionato asiatico di prima divisione 2006: la squadra campione accedette alla Coppa del Mondo come prima asiatica, la seconda accedette ai ripescaggi intercontinentali.

## Situazione prima degli incontri di qualificazione
| Preliminare | Primo turno | Secondo turno | Girone finale | Qualificate                                                                     |
| --- | --- | --- | --- | ------------------------------------------------------------------------------- |
| Ranking Asian Series 2003-04: - Corea del Sud (al 2º turno) - Giappone (al 2º turno) - Taiwan - Hong Kong (al 2º turno) - Cina - Singapore - Golfo Persico - Kazakistan - Malaysia - Sri Lanka - Thailandia - Indonesia | 2º divisione Asian Series 2005 - Cina - Golfo Persico - Taiwan 3º divisione Asian Series 2005 - India - Kazakistan - Malaysia - Singapore - Sri Lanka - Thailandia - Guam (esordiente) | 1º divisione Asian Series 2006 - Corea del Sud - Giappone - Qualificata dal 1º turno 2º divisione Asian Series 2006 - Hong Kong - Qualificata dal 1º turno - Qualificata dal 1º turno | Girone finale - 1ª class. 1ª div. Asian Series 2006 - 2ª class. 1ª div. Asian Series 2006 - 1ª class. 2ª div. Asian Series 2006 | Classificate direttamente: - 1º girone finale Ai ripescaggi: - 2º girone finale |

## Turno preliminare

### Esito del turno preliminare
- Corea del Sud e Giappone: qualificate al secondo turno
- Taiwan, Hong Kong, Cina, Singapore, Golfo Persico, Kazakistan, Malaysia, Sri Lanka, Thailandia e Indonesia: al primo turno

## Primo turno

### Esito del primo turno
- Golfo Persico, Cina e Sri Lanka: qualificate al secondo turno.

## Secondo turno

### Esito del secondo turno
- Giappone, Corea del Sud e Hong Kong: qualificate al girone finale

## Girone finale
Il girone finale di qualificazione coincise con la disputa della ventesima edizione del campionato asiatico.

### Esito del girone finale
- Giappone: qualificato alla Coppa del Mondo
- Corea del Sud: ai ripescaggi interzona

## Quadro generale delle qualificazioni
In grassetto le squadre qualificate al turno successivo
| Preliminare | Primo turno | Secondo turno | Girone finale                                        | Qualificate                                                          |
| --- | --- | --- | ---------------------------------------------------- | -------------------------------------------------------------------- |
| Ranking Asian Series 2003-04: - Corea del Sud (al 2º turno) - Giappone (al 2º turno) - Taiwan - Hong Kong (al 2º turno) - Cina - Singapore - Golfo Persico - Kazakistan - Malaysia - Sri Lanka - Thailandia - Indonesia | 2º divisione Asian Series 2005 - Cina - Golfo Persico - Taiwan 3º divisione Asian Series 2005 - India - Kazakistan - Malaysia - Singapore - Sri Lanka - Thailandia - Guam (esordiente) | 1º divisione Asian Series 2006 - Corea del Sud - Giappone - Golfo Persico 2º divisione Asian Series 2006 - Hong Kong - Cina - Sri Lanka | Girone finale - Corea del Sud - Giappone - Hong Kong | Classificate direttamente: - Giappone Ai ripescaggi: - Corea del Sud |